# Monte San Giusto
Monte San Giusto è un comune italiano di 7 395 abitanti.

## Geografia fisica

### Territorio
Il centro principale si trova ad un'altitudine di 236 m s.l.m. (circa 10 km dal mare), mentre la frazione Villa San Filippo si trova a valle, in prossimità del corso del fiume Chienti. Sono presenti anche il fiume Ete Morto e il fiume Cremone.

## Storia
I primi insediamenti nell'area sangiustese, documentati storicamente, risalgono all'epoca romana (età di Nerva 96-98 d.C.), con il nome di Mons Iustitiæ (altro possibile nome antico è Telusiano), distrutto con le invasioni barbariche nel III secolo.
Con l'arrivo dei longobardi passerà sotto il controllo del Ducato di Spoleto e sarà dotato di un castello, sostituito poi dalla chiesa di Sant'Agostino. Costruito in zona Monte Reale, questo toponimo indicherebbe un territorio fiscale posto sotto il diretto controllo del re, per la sua importanza strategica, dato che per Mons Iustitiæ passavano le strade romane provenienti da Urbs Salvia a mare, da Firmum a Pausulæ e da Falerio a Pausulæ.
Grazie a questo posizionamento geografico favorevole fu epicentro degli insediamenti romani intorno ad esso. Questa centralità fu mantenuta per tutto il Medioevo, divenendo nel XII secolo libero comune.

## Monumenti e luoghi d'interesse
Monte San Giusto raggiunse il suo massimo splendore dopo l'elezione a vescovo di Chiusi del sangiustese Niccolò Bonafede, che trasformò la città natale in una vera e propria corte rinascimentale.

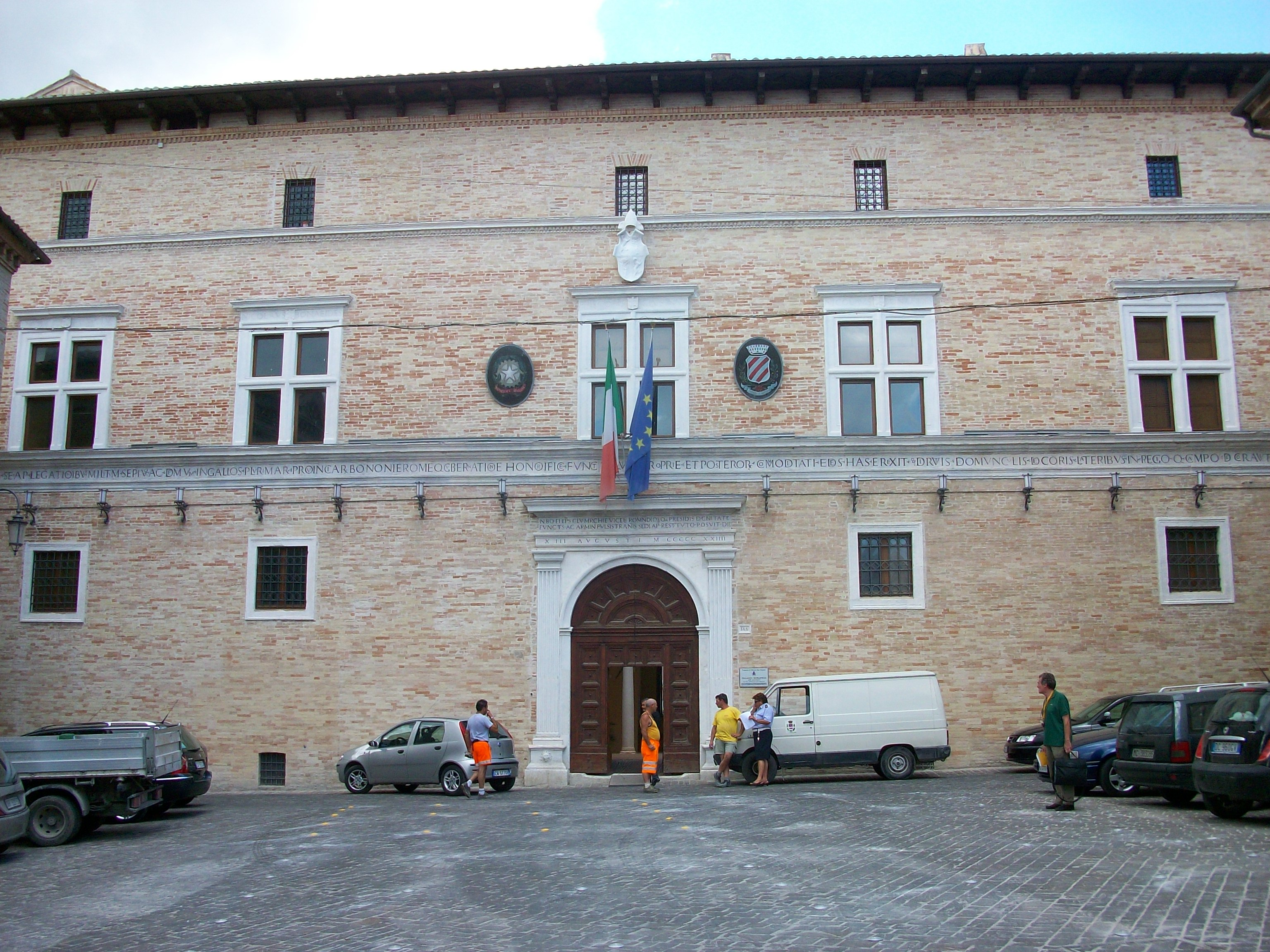
Palazzo Bonafede del XVI secolo, attuale sede comunale.

- Il palazzo fortezza Bonafede rappresenta l'opera architettonica più importante di Monte San Giusto. Fu fatto costruire dal Bonafede all'inizio del Cinquecento, vi si accede dal portale d'ingresso, realizzato nel 1524, opera dello scalpellino anconetano Franco Pesimoti. Il corpo centrale del fabbricato, ispirato al Palazzo Venezia di Roma, è realizzato su una base piramidale con facciata in laterizio con finiture e cornici in pietra, abbellita da finestre a croce guelfa. Il cortile si ispira a quello del palazzo ducale di Urbino. All’interno, oltre al cortile rinascimentale, notevoli sono gli affreschi della cosiddetta “camera picta” (detta anche Stanza del Vescovo) al pianterreno e, al piano nobile, la fascia ad affresco con i “Trionfi di Nicolò Bonafede”, frammenti di una decorazione ben più ampia: i dipinti, databili intorno al 1515-1520 sono stati attribuiti al pittore spagnolo Johannes Hispanus. Nella sala consiliare si trova un quadro di Luigi Fontana, del 1869, che raffigura Niccolò Bonafede che visiona il progetto del palazzo. Oggi è sede del municipio.
- La chiesa di Santa Maria della Pietà in Telusiano è una chiesa del XIV secolo, ma di origine romanica, nel 1504 papa Giulio II Della Rovere nominò Niccolò Bonafede pievano della chiesa, il quale iniziò una ristrutturazione dell'edificio. Fece rialzare il soffitto, chiuse le finestrelle ad archi romanici e realizzate altre aperture per permettere un'adeguata luminosità e fece affiggere il proprio stemma sul portale in pietra. Nel restauro del 1921 andò perduta la pietra tombale del Bonafede, ma è rimasta l'opera più importante di Monte San Giusto, il quadro della Crocifissione di Lorenzo Lotto, terminata nel 1531, commissionata sempre dal Bonafede. Oltre alla Crocifissione si trovano una Pietà in pietra del XV secolo sotto l'altare principale e una Madonna con Bambino in alabastro del XVI secolo.

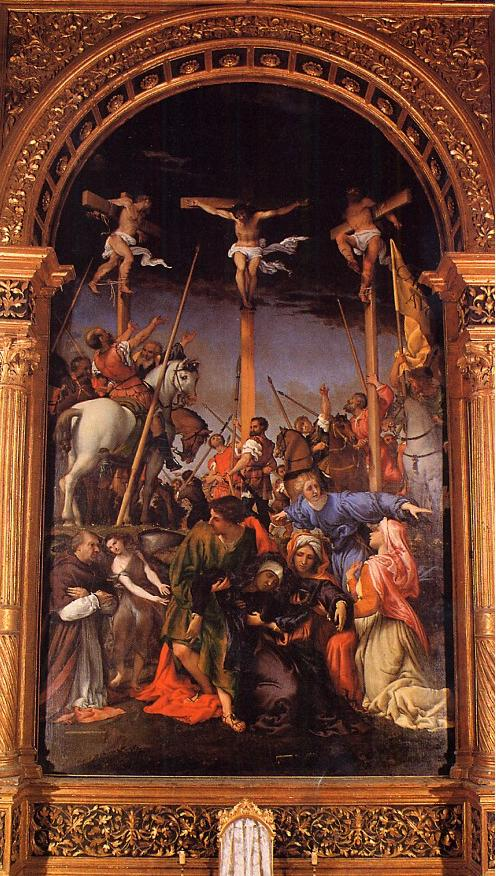
Crocifissione di Lorenzo Lotto, 1533-1534 circa, chiesa di Santa Maria della Pietà in Telusiano

- La chiesa di Santo Stefano o la collegiata, progettata da Pietro Augustoni in stile neoclassico, è a croce latina ad una sola navata e fu aperta al culto nel 1781. Vi si conserva l'immagine della Vergine Incoronata, scultura lignea del Cinquecento con il bambino in braccio. Esposta solo nel 1850, nel 1855 i sangiustesi proclamarono la Madonna Incoronata loro patrona per averli preservati dalla pestilenza. Nel 1905 il suo capo fu incorniciato da una corona aurea. Sono conservati all'interno della collegiata anche alcune tele di autori ignoti e un organo "Callido" del Settecento.
- Chiesa di Santa Maria delle Panette, il cui interno fu restaurato nel 1923 dall'architetto Eusebio Petetti.
- Chiesa della Purità (detta anche chiesa dei frati o chiesa dell'ospedale)
- Chiesa del Monastero Benedettine Maria Santissima Assunta in cielo
- Chiesa delle Grazie
- Ex Chiesa di S. Agostino (Auditorium)
- Museo di Palazzo Bonafede, ospitato nei locali del seminterrato del palazzo, un tempo adibiti ad uso di cucine, deposito di derrate alimentari, cantina e frantoi, accoglie oggi:
  - La collezione di disegni antichi di collezione Alessandro Maggiori che raccoglie preziosi disegni antichi appartenuti alla collezione del Conte Alessandro Maggiori della nobile famiglia Maggiori Colonna. Tra le opere della collezione spiccano disegni di famosi artisti quali Giorgio Vasari, Cavalier d'Arpino, Guercino, Domenichino e Giovanni Battista Salvi.
  - Il "Fondo Carlo Cantalamessa" con opere dello scultore romano di origine marchigiana.
  - Una esposizione permanente di presepi artistici
  - Una pinacoteca che include opere del Ricci e del Fontana (XVIII e XIX secolo)[4]

## Società

### Evoluzione demografica
Abitanti censiti

### Etnie e minoranze straniere
Gli stranieri residenti a Monte San Giusto al 31º dicembre 2019 erano 1.164 e rappresentavano il 15,1 % della popolazione residente.
1. Pakistan, 413
2. Cina, 229
3. Marocco, 133
4. India, 81
5. Romania, 71
6. Albania, 58
7. Macedonia del Nord, 47
8. Ucraina, 35

## Cultura

### Musica
- Banda musicale "Ottavio Bartolini" è il corpo bandistico di Monte San Giusto attualmente composto da 45 elementi; le sue origini risalgono al 1792, diretta dal M. Mauro Stizza.
- Corale "Santa Cecilia" è la corale storica di Monte San Giusto, diretta dal M. Mauro Stizza.Palazzo Bonafede

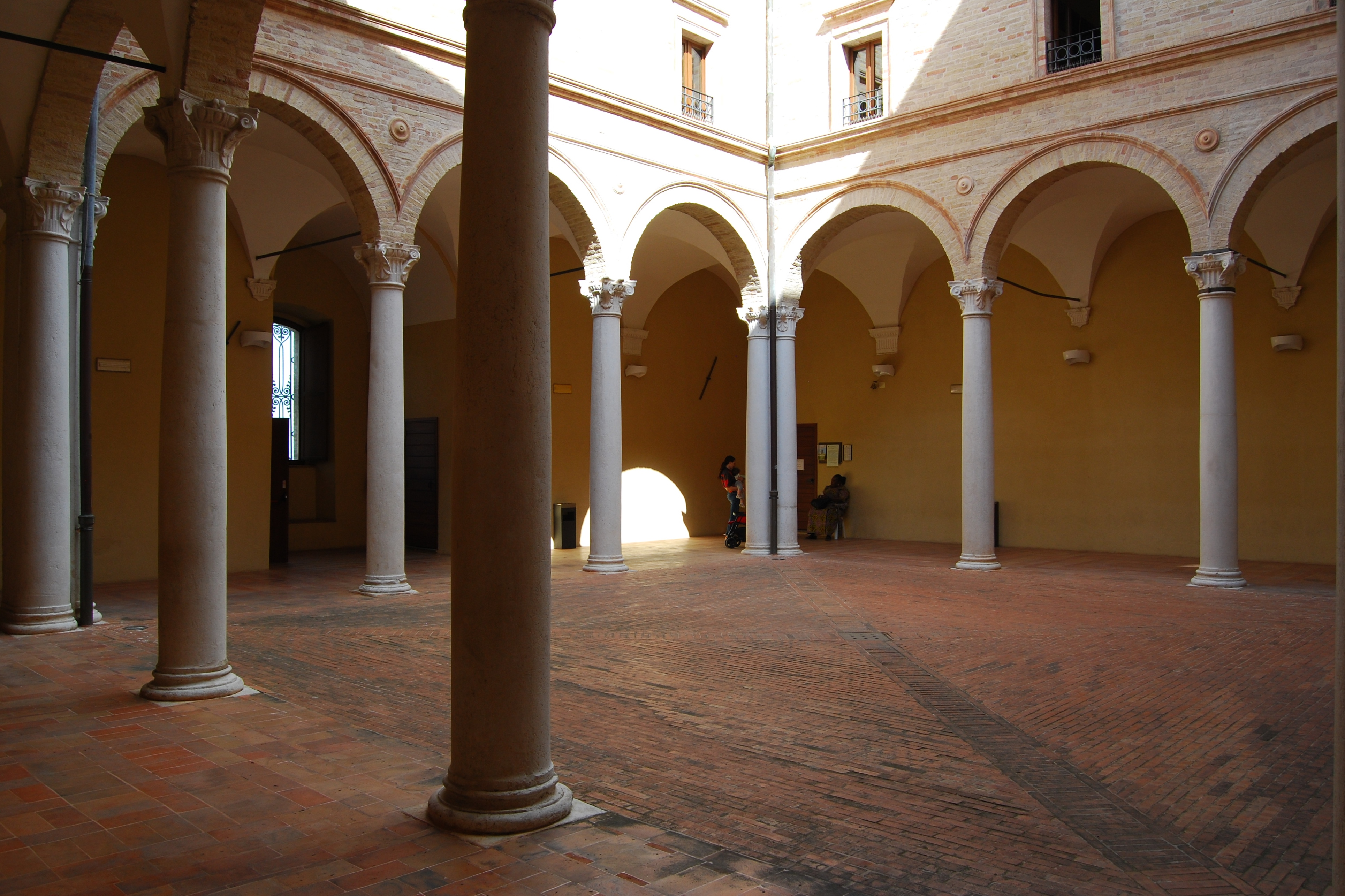
Palazzo Bonafede

- Pueri Cantores "Santo Stefano" diretti dal M. Rossano Romagnoli.

### Eventi
- Clown&Clown Festival, è un festival di Clownerie e Clownterapia, che si tiene solitamente dall'ultima domenica di settembre alla prima di ottobre. La prima edizione risale al 2005.[6]

## Economia
Monte San Giusto è un centro internazionale della pelletteria e della calzatura presente dalla fine dell'Ottocento. Inoltre, per quanto riguarda l'artigianato, diffusa e rinomata è l'arte della tessitura finalizzata alla realizzazione di tappeti e di tanti altri prodotti caratterizzati da motivi artistici pregiati.
Un'altra risorsa del centro è l'agricoltura.

## Amministrazione
| Periodo          | Periodo          | Primo cittadino  | Partito                                                       | Carica  | Note        |
| ---------------- | ---------------- | ---------------- | ------------------------------------------------------------- | ------- | ----------- |
| 1975             | 1980             | Giulio Silenzi   | Partito Comunista Italiano                                    | Sindaco | [ 8 ]       |
| 1980             | 1985             | Giulio Silenzi   | Partito Comunista Italiano                                    | Sindaco | [ 8 ]       |
| 26 giugno 1985   | 7 giugno 1990    | Giulio Silenzi   | Partito Comunista Italiano                                    | Sindaco | [ 8 ]       |
| 7 giugno 1990    | 23 novembre 1992 | Vittorio Petrini | Partito Comunista Italiano Partito Democratico della Sinistra | Sindaco | [ 8 ] [ 9 ] |
| 23 novembre 1992 | 24 aprile 1995   | Paola Mariani    | Partito Democratico della Sinistra                            | Sindaco | [ 8 ]       |
| 24 aprile 1995   | 14 giugno 1999   | Mario Lattanzi   | Centro-destra                                                 | Sindaco | [ 8 ]       |
| 14 giugno 1999   | 14 giugno 2004   | Mario Lattanzi   | Centro-destra                                                 | Sindaco | [ 8 ]       |
| 14 giugno 2004   | 8 giugno 2009    | Franco Bordoni   | Lista civica                                                  | Sindaco | [ 8 ]       |
| 9 giugno 2009    | 25 maggio 2014   | Mario Lattanzi   | Lista civica                                                  | Sindaco | [ 8 ]       |
| 26 maggio 2014   | 26 maggio 2019   | Andrea Gentili   | Lista civica                                                  | Sindaco | [ 8 ]       |
| 27 maggio 2019   | 9 giugno 2024    | Andrea Gentili   | Lista civica                                                  | Sindaco | [ 8 ]       |
| 10 giugno 2024   | in carica        | Andrea Gentili   | Cittadini sempre                                              | Sindaco | [ 8 ]       |

### Gemellaggi
- Jœuf

## Sport
Hanno sede nel comune le società di calcio: Associazione Calcio Sangiustese, Telusiano Calcio e Real Molino. Le squadre di Calcio a 5: Five Team e Futsal Monte San Giusto, disputano la Serie D. Ha inoltre sede nel comune la società di pallavolo FEA Telusiano Volley.